# Pavla Kačírková

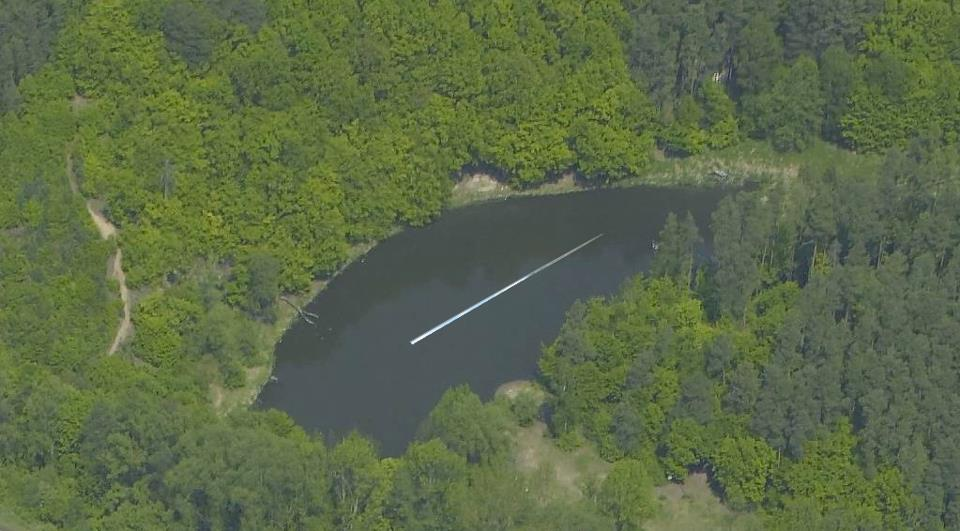
Pavla Kačírková, Linka, instalace na hladině rybníka, Lelekovice u Brna, zrcadlo, 40m x 10 cm, 2012

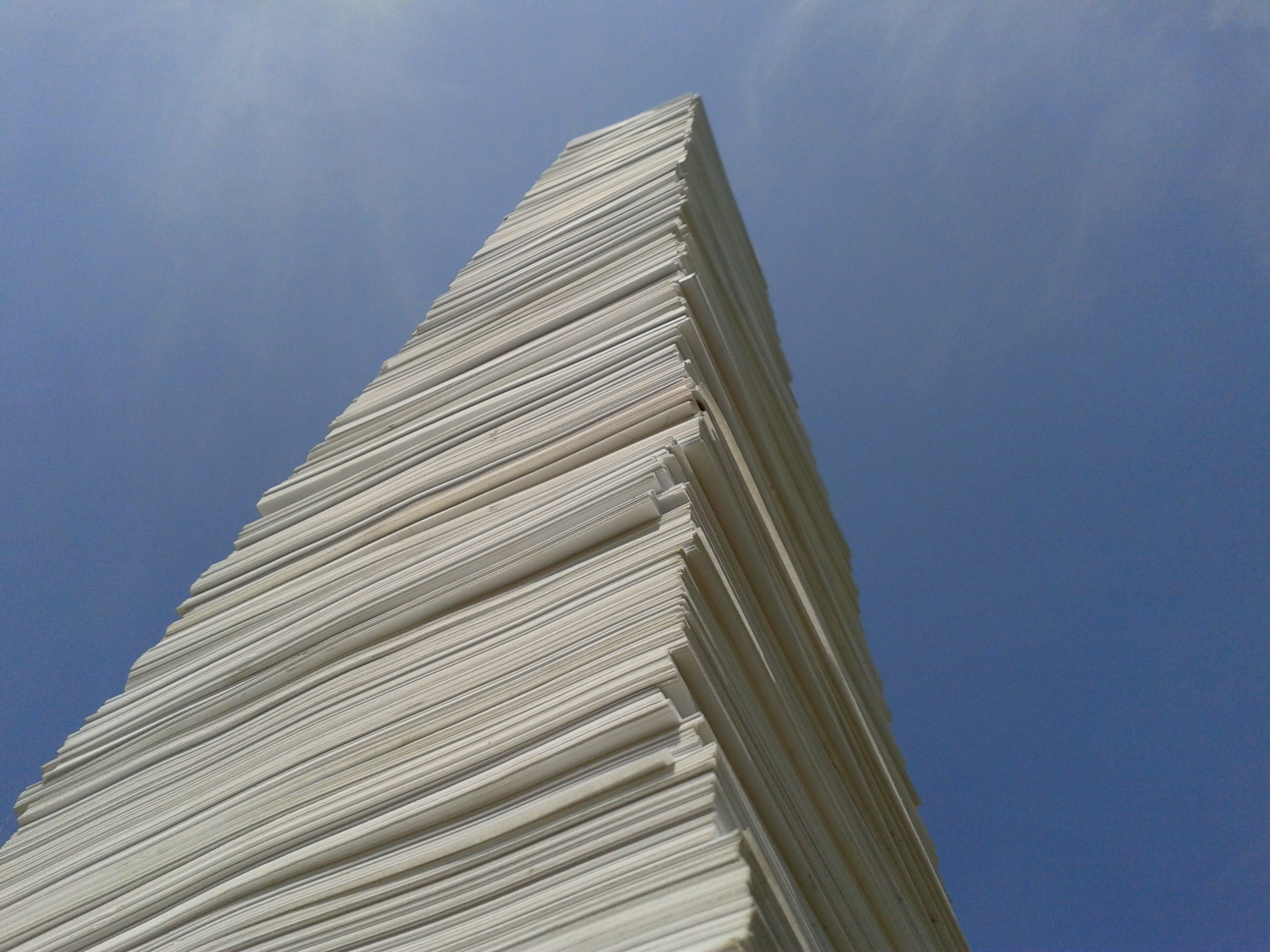
Pavla Kačírková, A4, instalace v Květné zahradě Kroměříž, papír A4, 2012

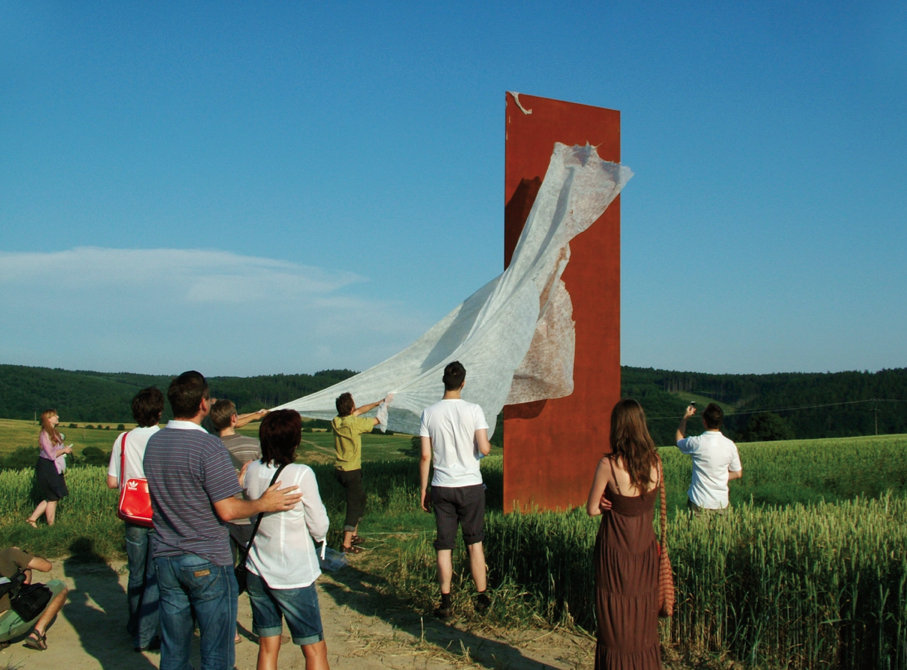
Pavla Kačírková, Kaple I, odhalování 30.6. 2010

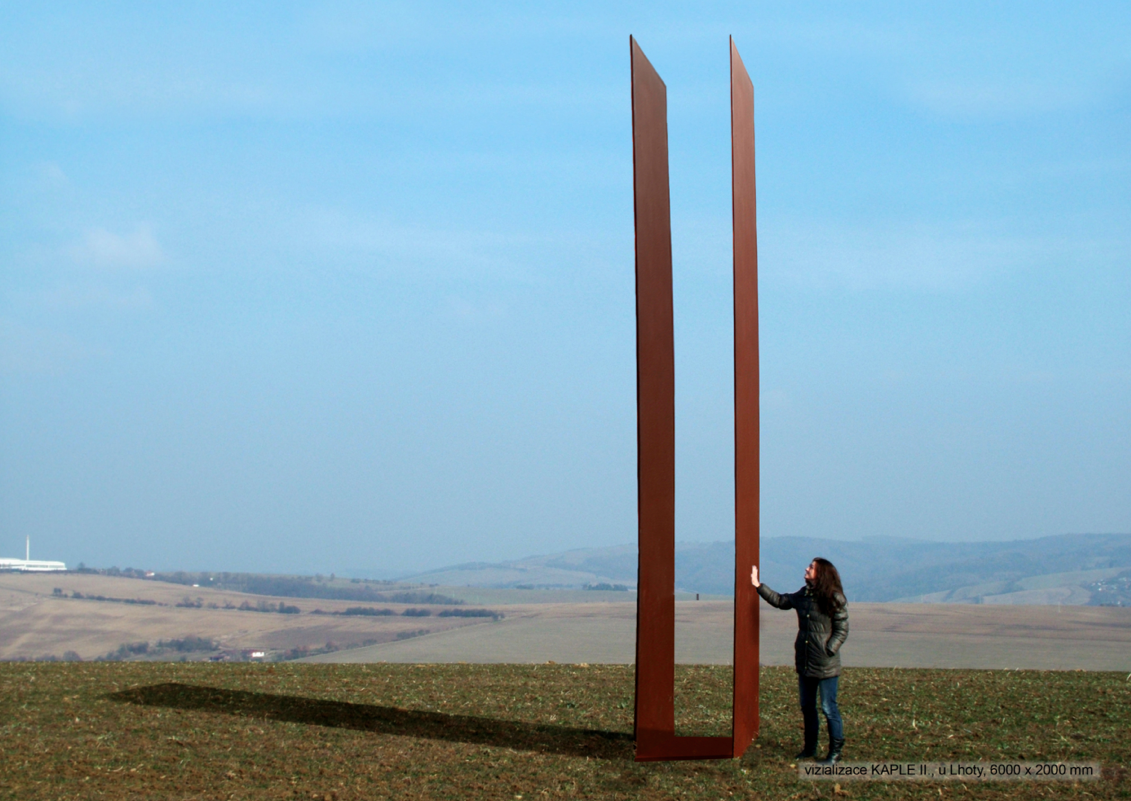
Pavla Kačírková, Kaple II - vizualizace

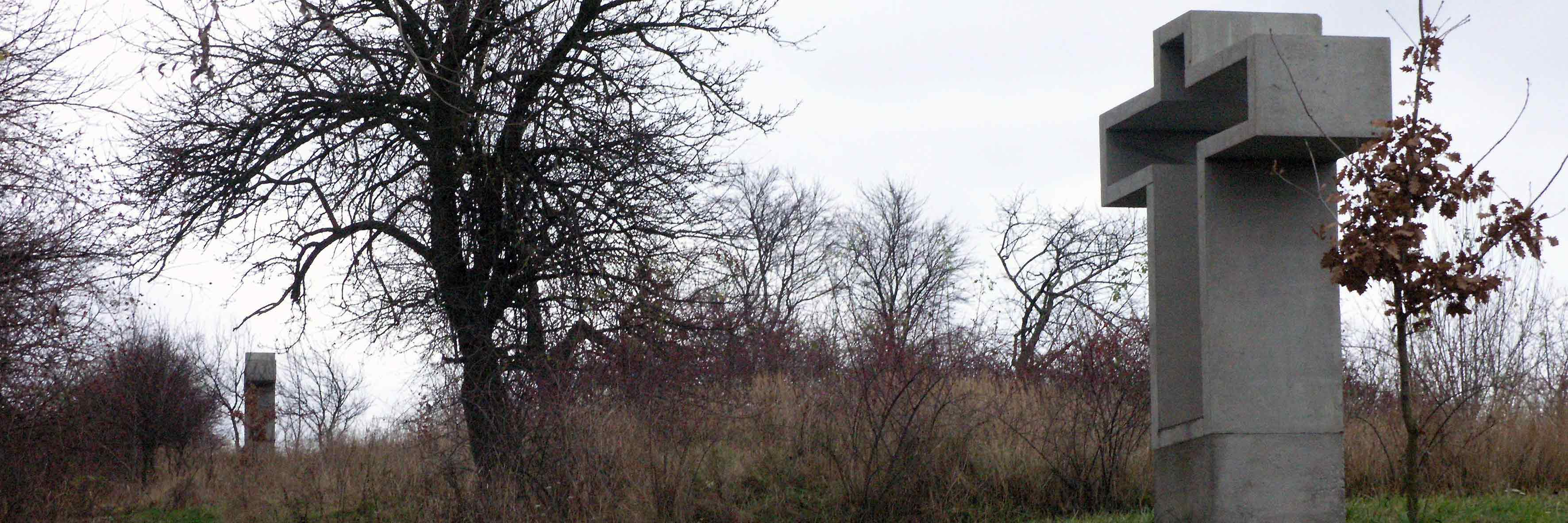
14 křížů realizovala Pavla Kačírková v roce 2006. O dva roky později byly instalovány se souhlasem vlastníků dotčených pozemků podél polní cesty "Drahovice"

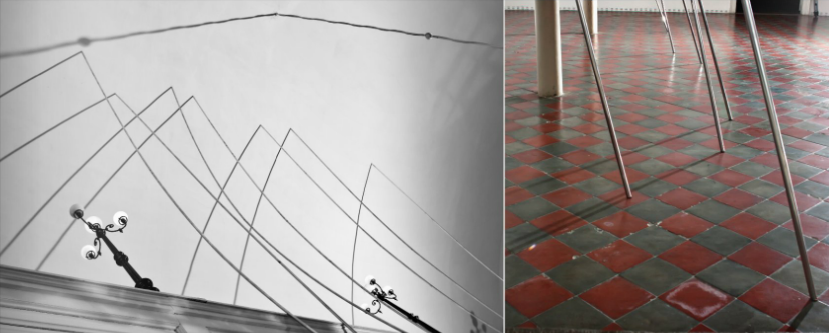
LINIE, Pavla Kačírková, 2011, hliník, 12 m, tyče vzepřené mezi stropem a podlahou, instalace pro synagogu. Dotknutí se nedotknutelného.

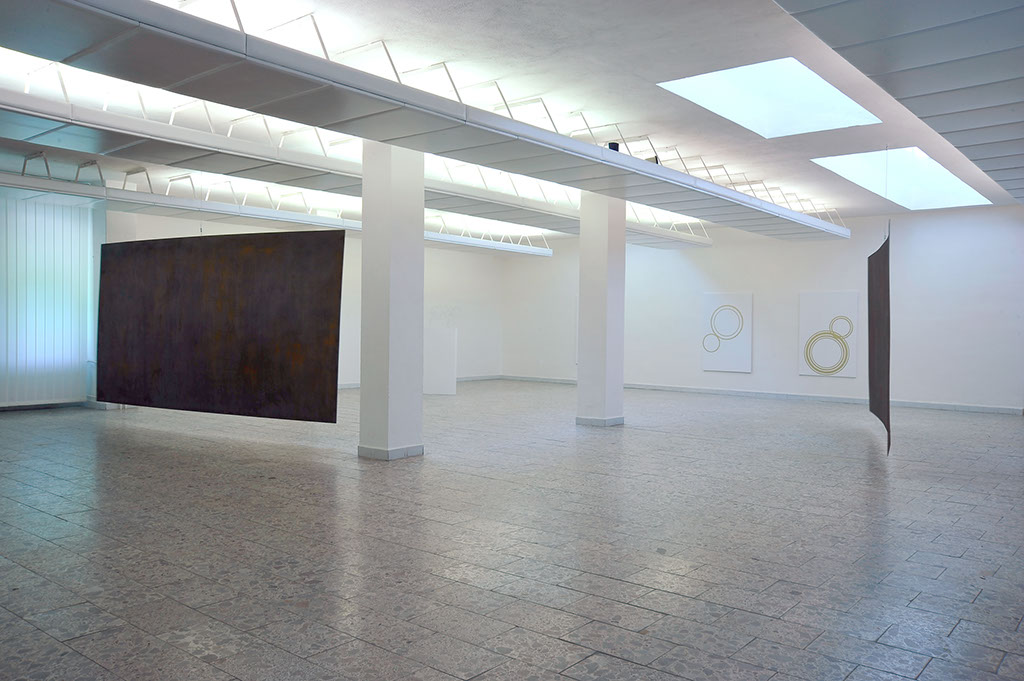
K1 - K2, Pavla Kačírková, 2011, Galerie města Blanska, instalace dvou zavěšených plechů 2x4 m

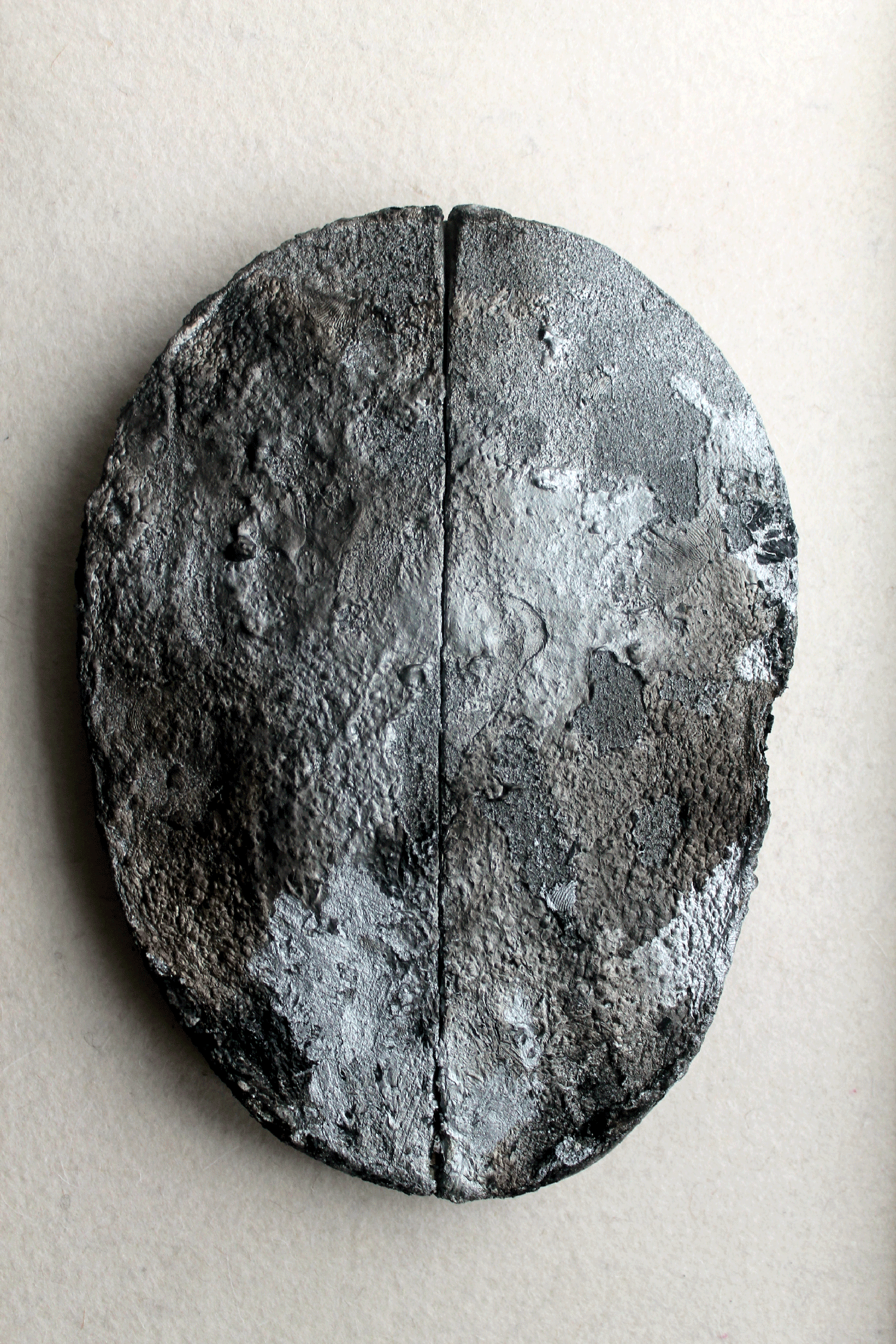
Pavla Kačírková, Pamětní deska Jana Palacha ,plst, hliník, 2014 (umístěno v Uličce Václava Havla v Brně). Vytvořeno pro Sokol Brno I.

Pavla Kačírková (* 27. dubna 1985, Přerov) je česká výtvarnice, absolventka ateliéru Socha II prof. ak. soch. Jana Ambrůze.
Dlouhodobě se věnuje instalaci velkých soch do krajiny. V rámci občanského sdružení Jinákrajina realizuje své sochy - Křížová cesta, Kaple I. Nerealizovaná část projektu - Kaple II a Kaple III.
Ve své tvorbě propojuje různá média - zvukové instalace, multimediální interaktivní projekce. Spolupracuje s hudebníkem Tomášem Vtípilem a Martinem E. Kyšperským. Je autorkou mnoha videoklipů pro kapelu Květy, Biorchestr. Výrazným úspěchem je účast na “Music on Film, Film on Music” (MOFFOM), s videoklipem Cirkus. Je autorkou loga hudební ceny Vinyla.
V roce 2011 se představila v Galerii města Blanska.
Za instalaci Kaple I získala Hlávkovu cenu.

## Ocenění
- 2013 - The Corning Museum of Glass – instalace Linka vybrána pro New glass revue 34
- 2011 - Cena primátora Přerova za přínos městu v oblasti kultury
- 2010 - Cena Josefa Hlávky
- 2010 - Cena Děkana za mimořádný studijní výkon v akademickém roce 2009/10
- 2008 - Videoklip „Cirkus“ kapely květy zařazen jako jeden z nejlepších video – objevů pro rok 2008 Link TV’s – The Best video Finds of 2008
- 2008 - E3’ film project

## Realizace

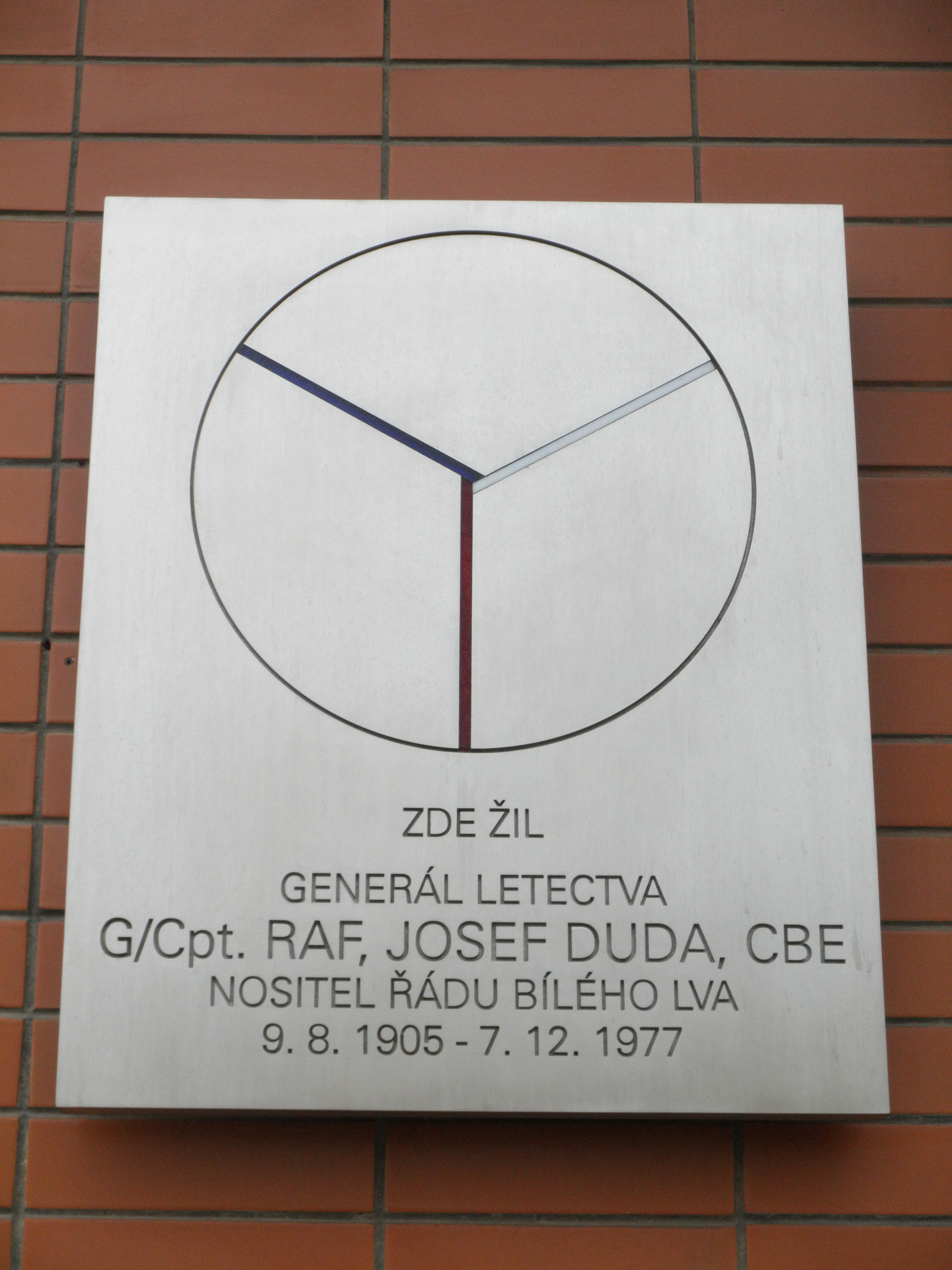
Pamětní desku Josefa Dudy na domě kde žil v ulici Sádky 6 v Prostějově vytvořila Pavla Kačírková v roce 2008.

- 2014 - Kaple II - Šarovy-Lhota-Salaš
- 2014 - Pamětní deska Jana Palacha – Brno, Ulička Václava Havla
- 2013 - Pamětní medaile Za zásluhy pro Sokol Brno I
- 2012 - Pamětní deska Jana Kubiše, Opava
- 2010 - Pamětní deska Jana Kubiše, Opava
- 2010 - Kaple I – Šarovy-Lhota-Salaš
- 2008 - Pamětní deska Josefa Dudy v Prostějově
- 2008 - Křížová cesta Šarovy

## Soutěže
- 2015 - 1. místo v soutěži Revitalizace Náměstí Přemyslovců v Nymburce v rámci projektu soutěží o Cenu Petra Parléře 2014 Autoři: Pavla Kačírková, Jiří Kolomazník,Tomáš Růžička
- 2014 - Třetí místo Návrh pomníku Milady Horákové – Praha. Autoři: Pavla Kačírková a Tomáš Růžička, spolupráce : Michal Doležel a Adéla Varmužová
- 2012 - Druhé místo, Pamětní rohová deska – SOKOL Brno I, Besední Dům, 150 let Sokola
- 2011 - První místo v soutěži o Pamětní desku Jan Kubiš v Opavě
- 2011 - ocenění- REVITALIZACE GAHUROVA PROSPEKTU – PŘEDPROSTOR KULTURNÍHO A UNIVERZITNÍHO CENTRA VE ZLÍNĚ (autor: Ing. arch. Jan Horký, MgA. Pavla Kačírková , Ing. arch. Jan Chlápek)
- 2007 - první místo v soutěži o návrh pamětní desky generála letectva Josefa Dudy, Prostějov
- 2007 - druhé místo v soutěži o návrh pamětní desky Wichterlových, Prostějov

## Výstavy
- 2014 - Topičův Salon Praha, Výsledky soutěže O návrh pomníku DR. MILADY HORÁKOVÉ
- 2014 - Včelou a Mlíkem, kolektivní výstava Galerie Jiří Putna
- 2014 - CzechScape – portrét současné české krajinářské architektury, Galerie Jiřího Frágnera
- 2013 - Art apartment private party IV, Pisárecká 7, Brno, Papier.cz, kolektivní výstava
- 2012 - Instalace linka, Brno – Lelekovice, samostatná výstava
- 2012 - Sochy v zahradě III, Get Art!, Kroměříž, kolektivní výstava
- 2012 - Slavkov u Brna, ateliérová výstava
- 2012 - Na Koso, OVG v Jihlavě, ateliérová výstava
- 2012 - Jinákrajina, Městské divadlo Zlín
- 2011 - RYBY, Galerie synagoga Hranice, samostatná výstava
- 2011 - Staroměstská radnice PRAHA | Sochařské studio Bubec 2000-2011, Praha, kolektivní výstava
- 2011 - ART SAFARI 21, Praha, kolektivní výstava
- 2011 - Galerie města Blanska, samostatná výstava
- 2010 - Do tohoto světa, pasáž U Hájků, Praha 1
- 2010 - PROMĚNY – MYSTIC, Divadlo Reduta, Národní divadlo Brno, kolektivní výstava
- 2009 - “Čas náplavky”, Praha, Náplavka, Rašínovo Nábřeží (A)VOID GALLERY
- 2009 - Brno Art Open – sochy v ulicích, 31.5. do 30.8.2009

## Videoklipy
- 2013 - Videoklip „My děti ze stanice Bullerbin“, (kapela Květy)
- 2011 - Videoklip „Nejtišší kapela“, (kapela Květy)
- 2010 - Videoklip „Medvídek“, pro kompilační CD Indies B3 (kapela Květy)
- 2010 - Videoklip „Balón“ – pro kapelu Květy
- 2010 - Promo video – pro kapelu Koistinen
- 2010 - Videoklip „Tulák“ – pro kapelu Květy
- 2010 - Remix písně vláček pro kapelu Biorchestr + videoklip
- 2010 - „4:33“ pro časopis Tamto
- 2010 - Video ke skladbě „Dunami“ Františka Chaloupky
- 2009 - Videoklip „Vorvani“ pro Jakuba Čermáka
- 2009 - „Malé Proměny“, videoklip k písni kapely Květy
- 2009 - Videoklip „Robot“ – pro kapelu Biorchestr
- 2008 - Videoklip „Cirkus“ pro kapelu Květy
- 2008 - „Doma/ At home“ pro Elia E’3 Film
- 2008 - Videoklip „Bílý tygr“ pro kapelu Květy
- 2008 - Videoklip Noční hlídač pro kapelu Květy